# 少鳞犀鳕
少鳞犀鳕（学名：Bregmaceros rarisquamosus）为輻鰭魚綱鱈形目犀鳕科犀鳕属的鱼类。分布于新几内亚及所罗门群岛、澳大利亚东北昆士兰、阿拉伯海、斯里兰卡及孟加拉湾均产以及南中国海南部及暹罗湾等，属于印度洋北部和西太平洋的暖水性海洋上层小型鱼类，棲息在大陸棚，生活習性不明。该物种的模式产地在巴布亚新几内亚和所罗门群岛的布干威尔岛东侧基埃塔港。